# تیتو (باسیلیکاتا)
تیتو (به ایتالیایی: Tito) یک کومونه در ایتالیا است که در استان پوتنزا واقع شده‌است.

## خصوصیات
تیتو ۷۰ کیلومترمربع مساحت و ۷٬۱۹۷ نفر جمعیت دارد و ۶۵۰ متر بالاتر از سطح دریا واقع شده‌است.